# Roger Bocquet
Roger Bocquet (Ginevra, 9 aprile 1921 – Ginevra, 10 marzo 1994) è stato un calciatore svizzero, di ruolo difensore.

## Palmarès
- Campionato svizzero: 2

1943-44, 1950-51
- Coppa Svizzera: 2

1943-44, 1949-50